# Cremastus infirmus
Cremastus infirmus là một loài tò vò trong họ Ichneumonidae.